# Truth Decay
| Recensione | Giudizio |
| ---------- | -------- |
| Kerrang!   | 4/5      |

Truth Decay è l'ottavo album in studio del gruppo musicale britannico You Me at Six, pubblicato nel 2023.

## Tracce
1. Deep Cuts – 4:13
2. Mixed Emotions (I Didn't Know How to Tell You What I Was Going Through) – 4:09
3. God Bless the 90's Kids – 3:23
4. After Love In The After Hours – 3:59
5. No Future? Yeah Right (feat. Rou Reynolds) – 3:16
6. heartLESS – 3:27
7. Who Needs Revenge When I've Got Ellen Rae – 2:53
8. Breakdown – 3:09
9. Traumatic Iconic – 2:46
10. :mydopamine: – 3:33
11. A Smile to Make You Weak(er) at the Knees – 2:46
12. Ultraviolence – 3:46
13. A Love Letter to Those Who Feel Lost (feat. Cody Frost) – 4:10

Durata totale: 45:30

## Formazione
- Josh Franceschi – voce
- Max Helyer – chitarra ritmica
- Chris Miller – chitarra solista
- Matt Barnes – basso
- Dan Flint – batteria